# Matheus Leite Nascimento
Matheus Leite Nascimento (Ribeirópolis, Brasil, 15 de enero de 1983) es un futbolista brasileño que juega como delantero en el Itabaiana del Campeonato Brasileño de Serie D.

## Carrera
Después de iniciar profesionalmente con el Itabaiana, Matheus se trasladó a Portugal en el verano de 2005 para jugar con el F. C. Marco. En enero del año siguiente fue comprado por el S. C. Braga.
Durante el año 2007 fue prestado a dos equipos: en enero jugó con el S. C. Beira-Mar y luego con el Vitória Setúbal.
En la temporada 2009-10 jugó todos los partidos de la liga, y el S. C. Braga terminó en segundo lugar, por detrás del S. L. Benfica. Contribuyó con cinco goles en 1142 minutos de acción.
En enero de 2011 firmó por el Dnipro Dnipropetrovsk de Ucrania.
Durante la final de la Liga Europa de la UEFA 2014-15 en Varsovia, se desplomó sobre el terreno de juego sin nadie a su alrededor. El gerente de Myron Markevych confirmó que había sido tratado en el hospital por una fractura nasal y una lesión en la cabeza, luego fue dado de alta en buenas horas de salud para más adelante reunirse con sus compañeros de equipo.
Terminando su contrato a finales de 2016, llegó mediante transferencia libre al Shijiazhuang Ever Bright de China.

## Clubes
| Club                        | País     | Año       |
| --------------------------- | -------- | --------- |
| Itabaiana                   | Brasil   | 2003-2005 |
| F. C. Marco                 | Portugal | 2005      |
| S. C. Braga                 | Portugal | 2006-2011 |
| S. C. Beira-Mar (cedido)    | Portugal | 2007      |
| Vitória Setúbal (cedido)    | Portugal | 2007-2008 |
| Dnipro Dnipropetrovsk       | Ucrania  | 2011-2016 |
| Shijiazhuang Ever Bright    | China    | 2016-2021 |
| Zhejiang Professional F. C. | China    | 2021-2022 |
| Itabaiana                   | Brasil   | 2023-     |

## Palmarés

### Títulos nacionales
| Título                      | Club            | País     | Año     |
| --------------------------- | --------------- | -------- | ------- |
| Copa de la Liga de Portugal | Vitória Setúbal | Portugal | 2007-08 |

### Títulos internacionales
| Título                    | Club        | País     | Año  |
| ------------------------- | ----------- | -------- | ---- |
| Copa Intertoto de la UEFA | S. C. Braga | Portugal | 2008 |